# Jack Clarke (racerförare)
Jack Clarke, född 1 mars 1988 i Effingham, är en brittisk racerförare. Han är styvson till den tidigare Formel 1- och BTCC-föraren Julian Bailey.

## Racingkarriär
| År                                               | Klass/Mästerskap                  | Team                            | Bil                                      | Totalt/poäng   | Bästa placering     |
| ------------------------------------------------ | --------------------------------- | ------------------------------- | ---------------------------------------- | -------------- | ------------------- |
| 2006                                             | Formula BMW UK                    | Nexa Racing                     | Mygale FB02 (BMW K1200RS)                | 22:a/2p        | ?                   |
| 2006                                             | Formula BMW World Final           | Fortec Motorsport               | Mygale FB02 (BMW K1200RS)                | 25:a           | 25:a                |
| 2007                                             | Formula Palmer Audi               | ?                               | Van Diemen Spec Formula (Audi 1.8 Turbo) | 4:a/253p       | Två segrar          |
| 2007                                             | Formula Palmer Audi Autumn Trophy | ?                               | ?                                        | 3:a/96p        | 1:a i ? (Race ?)    |
| 2007                                             | Formula Palmer Audi Shootout      | ?                               | ?                                        | 2:a/42p        | 1:a i ? (Race ?)    |
| 2008                                             | Formula Palmer Audi               | KSS Design Group                | Van Diemen Spec Formula (Audi 1.8 Turbo) | 5:a/264p       | Två segrar          |
| 2008                                             | Formula Palmer Audi Autumn Trophy | ?                               | ?                                        | 4:a/86p        | 1:a i ? (Race ?)    |
| 2008                                             | Formula Palmer Audi Shootout      | ?                               | ?                                        | 4:a/30p        | ?                   |
| 2008                                             | Porsche Carrera Cup Great Britain | Porsche Motorsport              | Porsche 911 GT3 Cup 997                  | -/0p           | ?                   |
| 2009                                             | FIA Formula Two Championship      | KSS Design Group (huvudsponsor) | Williams JPH1 F2 (Audi)                  | 18:e/6p        | 5:a på Spa (Race 1) |
| 2010                                             | FIA Formula Two Championship      | KSS Design (huvudsponsor)       | Williams JPH1B F2 (Audi)                 | 9:a/81p        | Två andraplatser    |
| 2011                                             | FIA Formula Two Championship      | APO/KSS Design (huvudsponsorer) | Williams JPH1B F2 (Audi)                 | säsongen pågår | säsongen pågår      |
| Senast uppdaterad: 2011-05-06 (4994 dagar sedan) |                                   |                                 |                                          |                |                     |